# 13880 Wayneclark
13880 Wayneclark è un asteroide della fascia principale. Scoperto nel 1960, presenta un'orbita caratterizzata da un semiasse maggiore pari a 2,4246773 UA e da un'eccentricità di 0,1435842, inclinata di 3,84891° rispetto all'eclittica.